# 백주현
백주현(白周俔, 1984년 2월 9일~)은 대한민국의 남자 축구 선수이다. 고창북고와 조선대학교를 나온 후 수원 삼성 블루윙즈에서 프로 데뷔를 했으며, 이후 군 입대를 위해 광주 상무 축구단에서 활동한 후 2010년에 수원 삼성에서 퇴단했다.